# کورمی
کورمی 
(به مالتی: Qormi) یا کُرمی شهری در ناحیهٔ هاربور شمالی واقع در کشور مالت است که در سال ۱۹۹۵ میلادی ۱۷٫۶۹۴ نفر جمعیت داشته اما جمعیت آن در سال ۲۰۰۵ میلادی ۱۶٫۵۷۶ نفر بوده‌است.